# فیلیپیکائه

در جشن لوپرکالیا در سال ۴۴ قبل از میلاد، آنتونیوس دیهیم را به سزار پیشنهاد می‌کند، واقعه‌ای که سیسرو آنرا در دومین خطابهٔ فیلیپیکائه نقل می‌کند.

فیلیپیکائه (به لاتین: Philippicae) چهارده خطابه‌ای هستند که توسط مارکوس تولیوس سیسرو علیه مارکوس آنتونیوس در سال‌های ۴۴ و ۴۳ قبل از میلاد ایراد شدند. سیسرو خود نام این نطق‌ها را فیلیپیکائه (به معنای فیلیپیک‌ها) گذاشت چراکه شبیه به نطق‌های دموستنس علیه فیلیپ دوم مقدونی بودند: هم سیسرو و هم دموستنس بر ضد تیرانی سخن رانده بودند.
دومین خطابه از این مجموعه — که از بقیه طولانی‌تر است — را سیسرو در بیرون سنای روم ایراد کرد. چهارمین و ششمین را در حضور شهروندان روم و مابقی را در سنا ایراد نمود. بر اثر این خطابه‌ها، سنا آنتونیوس را «دشمن عامه» نامید اما آنتونیوس که با اوکتاویانوس و لپیدوس حکومتی سه‌نفره تشکیل داده بود، سیسرو و برادرش کوینتوس را به‌انتقام نطق‌هایش تحت پیگرد قرار داد و آنان را کُشت.